# Stanislav Gottwald
Stanislav Gottwald (13. listopadu 1914 v Ruprechtově – 6. července 1983 v Újezdu u Valašských Klobouk), byl římskokatolický kněz, farář, administrátor, konsistorní rada, místoděkan děkanství Bruntál, místoděkan děkanství Valašské Klobouky, arcibiskupský rada.

## Mládí

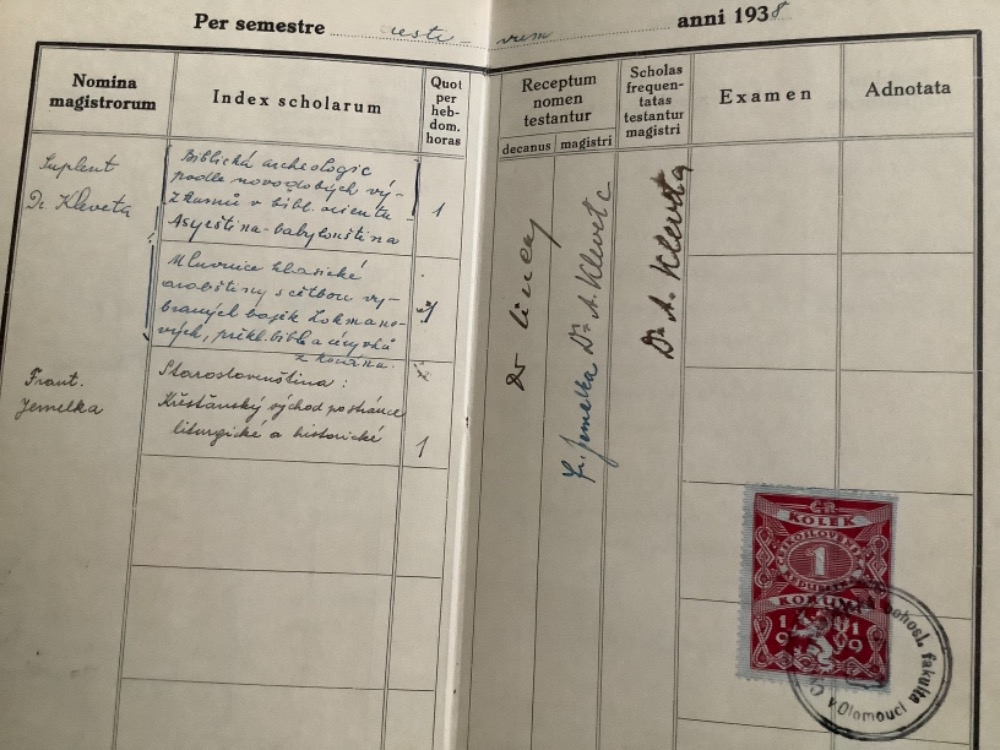
Index Stanislava Gottwalda

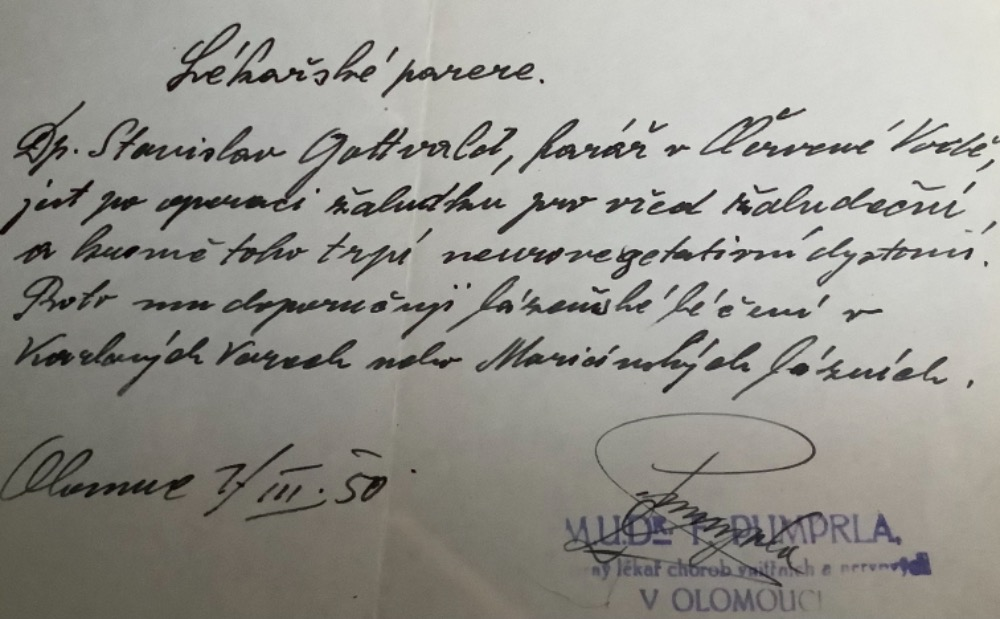
Lékařská zpráva

Narodil se do rodiny rolníka Antonína Gottwalda a Anděly rozené Šebelové. Stanislav Gottwald byl nejmladší syn z pěti dětí. Čtyři léta studoval státní reálné gymnázium ve Vyškově na Moravě. Po smrti maminky v roce 1931 přešel na Mendelovo gymnázium v Opavě. Bydlel u svého strýce P. Aloise Šebely v Jaktaři, který zde byl duchovním správcem. Po absolvování gymnázia 1935 se Stanislav rozhodl pro studium na bohoslovecké fakultě v Olomouci.
Již od dob studií rád četl, zpíval, cvičil a sportoval. Velmi rád se učil cizím jazykům. 5. července 1940 byl v Chrámu svatého Václava v Olomouci vysvěcen na kněze Mons. ThDr. Josefem Schinzelem. První mši svatou (tzv. primici) sloužíl jako novokněz v Kroměříži 7. července 1940 v klášteře Milosrdných sester svatého Kříže.

## Kaplan
Prvním jeho působištěm v roce 1940 byla tehdy již německá farnost Nové Sady (Olomouc), kde působil jako kaplan u Dp. Dr. Lipovského. Dalším jeho působištěm v letech 1941 až 1945 byla Holice u Olomouce, kde rozvinul velikou pastorační činnost. Neméně tomu tak bylo v letech 1945 až 1947 v Náměšti na Hané. Zde si získal oblibu nejen P. Floriána Coufala, ale i všech farníků a především mládeže.

## Kněz

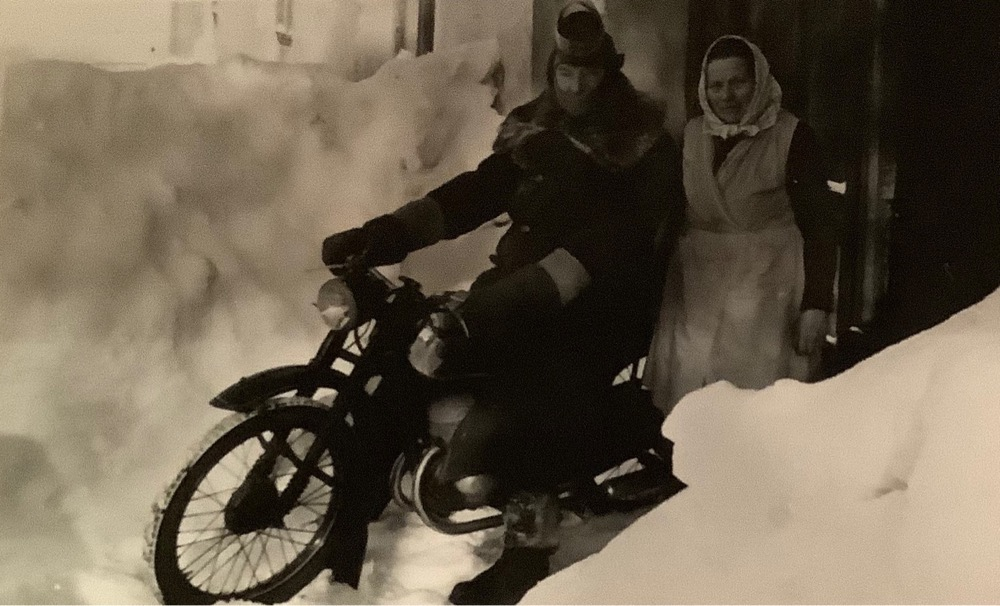
Stanislav Gottwald v zimě na motocyklu

V roce 1947 nastoupil jako provisor v Červené Vodě. Práce v duchovní správě se mu i tam dařila. V roce 1949 přišla doba pastýřských listů. Tehdy prokázal svůj pevný charakter, když se odvážil přečíst z kazatelny Apoštolský list arcibiskupa Berana věrným katolíkům, a to i přes výslovný zákaz agenta StB. Následovaly represe, pokuty, odnětí řidičského průkazu, vypnutí telefonu. Dále byl obviněn ze šíření nepravdivých zpráv, jelikož P. Stanislav vyvěsil v kostele přípis arcibiskupa Berana, ve kterém tento potvrzoval, že Josef Plojhar je občanem německé národnosti. 9. července 1951 na faru přijela bezpečnost, bylo to v době, kdy měl po operaci žaludku odjet na pooperační léčení do Karlových Varů.
Místo toho následovala cesta do Olomouce, kde byl vyšetřován a nucen k doznání ze čtení protistátních pastýřských listů. Po třech dnech, tedy 12. července, byl převezen do internačního tábora Želiv. Po půl roce byl přesunut spolu s dalšími reakčními diecézními kněžími do Hájku u Prahy.  Teprve v roce 1953 byl přesunut do Mnichova u Vrbna pod Pradědem do ústavu pro důchodce jako nemocný. Následně po dvou měsících byl propuštěn do výroby s podmínkou, že se nesmí vrátit do Červené Vody. Po propuštění měl zákaz činnosti v duchovní správě. Bydlel v rodině svého bratra v Chomutově a byl nasazen do pracovního procesu na stavbách přehrad Křimov, později Fláje.
V květnu 1958 mu byl udělen státní souhlas aktivní účastí Josefa Glogara. Začal působit jako administrátor farnosti v Rýžovišti u Rýmařova s obcemi excurrendo Albrechtice u Rýmařova a dále Vajglov a Stránské. Podmínky k působení v tomto kraji byly velmi náročné. Své farnosti z počátku objížděl na motocyklu a to i v zimě. V letech 1967 až 1968 se P. Stanislav za velkých osobních obětí pustil do opravy kostela v Rýžovišti. Dokázal přesvědčit i muže, kteří do kostela příliš nechodili svým příkladem tak, že s nimi vykonával i ty nejtěžší práce. V roce 1969 ještě stihl opravu fary a vymalovat kapli ve Vajglově. Jeho aktivitu nelibě nesl okresní tajemník pro věci církevní. Na sklonku roku 1970 byl jím označen za nejvíce pravicového kněze a mluvčím ostatních kněží na okrese. Nakonec na vlastní žádost žádal o přeložení.
V lednu 1971 byl poslán do Újezdu u Valašských Klobouk po P. Josefu Drozdovi, který odešel do Čech. P. Stanislav Gottwald se i tady pustil do veliké pastorační a budovatelské činnosti, jež se mu plně dařila díky jeho obětavým a štědrým farníkům. Velmi se věnoval mládeži. Během svého působení vybudoval zde hodnoty trvalého rázu: stereo ozvučení kostela, oltář, elektrické vytápění do kostela, tři nové zvony s automatickým vyzváněním, nové elektrické hodiny, mramorovou dlažbu v kostele, vodovod na starém hřbitově, vodovod s teplou i studenou vodou do kostelní sakristie, opravil barevná okna, pořídil nové podstavce pod sochy v kostele na zdi, nové velmi nákladné varhany, dlažbu kolem kostela, nové schody ke kostelu, opravil kaple na Ploštině, Vysokém Poli. Ve Slopném , přebudoval a zmodernizoval starou farní budovu-její interiér, pořídil zde nové vybavení např. kuchyně apod., nově nechal omítnout kostelní budovu, nechal natřít střechu kostela i fary, pořídil nový nábytek do sakristie, nová bohoslužebná roucha, vše ve spolupráci a pomoci farníků i za přispění státních úřadů.
Zemřel náhle 6. července 1983 na akutní Infarkt myokardu. Újezd si tak oblíbil, že si přál být zde pochován, což se také stalo. Věděl dobře, že farníci nenechají jeho hrob bez povšimnutí. Dal tím najevo svoji lásku ke zdejšímu lidu.
Pohřeb v Újezdu se konal 15. července 1983. Poslední rozloučení s P. Stanislavem organizoval jeho vlastní bratr Josef, s pomocníky, a dále s P. Janem Graubnerem farářem z Vizovic, P. Holakovským, děkanem P. Hrdinou a Evženem Trunkátem ze Slopného. Pohřbu se účastnilo více než 100 kněží v čele s olomouckým biskupem Josefem Vranou. Mnoho družiček, mládenců, ministrantů. Autobusy přijely z Ruprechtova, z Rýžoviště, z Náměšti na Hané, z Holic u Olomouce, z Červené Vody. Další účastníci pohřbu přijeli svými vlastními vozy. Ze všech končin naší země přijely obětavě i řádové, ctihodné sestry. Pohřební průvod šel ke hřbitovu a byl dlouhý 1 km. Pohřební obřady provedl biskup ThDr. Josef Vrana. Nad hrobem promluvil rovněž předseda MNV a za farníky Stanislav Drga z Újezdu.
| „ | Byli jsme všichni dojetí průběhem a účastí na pohřbu. Byl to mohutný závěr jeho pastoračního působení. Bůh mu dej odměnu věčnou. | “ |

Z dopisu ThDr. Františka Vaňáka.
| „ | P. Stanislava Gottwalda jsem vyučoval v Olomouci na bohoslovecké fakultě a patřil mezi nejlepší bohoslovce a takovým zůstal i jako kněz. | “ |

Kardinál, arcibiskup pražský a primas český František Tomášek